# Heľpa
Heľpa (in tedesco Helpach; in ungherese Helpa; in ruteno Heľpa) è un comune della Slovacchia facente parte del distretto di Brezno, nella regione di Banská Bystrica.

## Storia
Fondato nel Medioevo da coloni tedeschi e rimasto pressoché sopolato, il villaggio venne ripopolato nel 1551 con elementi ruteni, chiamati localmente Valašky, cioè Valacchi. All'epoca la giustizia veniva amministrata secondo il diritto valacco. Heľpa fu possedimento della città di Muráň.
Ancora oggi, la maggior parte dei suoi abitanti è di origine valacca.